# Manunia
Manunia ist eine osttimoresische Aldeia im Suco Colimau (Verwaltungsamt Bobonaro, Gemeinde Bobonaro). 2015 lebten in der Aldeia 778 Menschen.

## Geographie
Manunia liegt im Nordwesten des Sucos Colimau. Östlich befindet sich die Aldeia Beamoas und südlich die Aldeia Atublogo. Im Westen grenzt Manunia an den Suco Maliubu und im Norden an den Suco Atara. Die Nordgrenze bildet der Fluss Marobo. Durch den Westen von Manunia führt die Überlandstraße von Maliana nach Atsabe. An ihr liegt der Ort Manunia.

## Politik
2023 wurde Fidelio de Jesus zum Chefe de Aldeia gewählt.